# UFL (jeu vidéo)
Pour les articles homonymes, voir UFL.
UFL est un jeu vidéo de football free-to-play développé et publié par Strikerz Inc. Sa sortie est initialement prévue en 2022 sur PlayStation 4, PlayStation 5, Xbox One, Xbox Series X et Series S, mais le 30 août 2022, Eugene Nashilov, PDG de Strikerz Inc., annonce que le la date de sortie du jeu est repoussée en 2023, puis le jeu est encore retardé pour sortir finalement le 5 décembre 2024 sur PlayStation 5 et Xbox Series.
Les développeurs décrivent leur modèle comme fair-to-play avec « une approche axée sur les compétences et aucune option de paiement pour gagner ». Le PDG de Strikerz Inc. déclare également que « le succès des joueurs ne devrait pas dépendre du nombre d'achats dans le jeu ou de la valeur des dons qu'ils font ».

## Développement
UFL est révélé pour la première fois avec une bande-annonce le 25 août 2021 lors de la Gamescom 2021. Strikerz Inc. développe le projet depuis 2016. Développé sur Unreal Engine 4, le jeu est prévu de sortir sur PC, PlayStation 4, PlayStation 5, Xbox One, Xbox Series. 

## Licences
Le jeu s'est associé à la FIFPro, une organisation mondiale représentative de plus de 65 000 footballeurs professionnels, ainsi qu'à InStat (en), une société d'analyse des performances sportives, qui fournit les statistiques pour chaque joueur. 
West Ham United, le Sporting, le Shakhtar Donetsk, Borussia Mönchengladbach, Monaco, Beşiktaş, Celtic et les Rangers  sont annoncés comme certains des clubs licenciés. Le 27 janvier, UFL publie une bande-annonce de gameplay, incluant Oleksandr Zintchenko, Romelu Lukaku, Kevin De Bruyne, Roberto Firmino et Cristiano Ronaldo comme ambassadeurs du jeu. 